# Cameron Johnston
Cameron Johnston (ur. 6 grudnia 1970) – australijski zapaśnik walczący w stylu wolnym. Olimpijczyk z Sydney 2000, gdzie zajął trzynaste miejsce w kategorii 69 kg.
Mistrz Oceanii w 2000 roku.